# Wasyl Andrusiak
Wasyl Andrusiak (ukr. Василь Андрусяк), ps. Rizun, Hrehit (ur. 25 lutego 1912 w Śniatynie, zg. 24 lutego 1946 w rejonie bohorodczańskim) – ukraiński dowódca wojskowy, pułkownik UPA. Bezpośrednio odpowiedzialny za liczne mordy na Polakach podczas czystki etnicznej w Małopolsce Wschodniej.

## Życiorys
Przed wojną był nauczycielem w średniej szkole w Kołomyi. W 1941 służył w kolaboracyjnym batalionie „Roland”. W czasie wojny był dowódcą kurenia i Karpackiego Zahonu UPA, jednocześnie dowódcą 22 Odcinka Taktycznego UPA „Czornyj Lis” WO-4. Został zabity przez sowieckiego agenta. Ciało Rizuna wystawiono na widok publiczny przed teatrem miejskim w Stanisławowie.
W tydzień po śmierci urodził się jego syn – obecnie członek rady obwodu lwowskiego.